# Achenheim
Achenheim je francouzská obec v departementu Bas-Rhin v regionu Grand Est. V roce 2013 zde žilo 2 025 obyvatel.

## Poloha obce
Sousední obce jsou: Breuschwickersheim, Hangenbieten, Holtzheim, Ittenheim a Oberschaeffolsheim.

## Vývoj počtu obyvatel
Počet obyvatel